# Park Hyun-min
 (janvier 2024).
La mise en forme du texte ne suit pas les recommandations de Wikipédia : il faut le « wikifier ».
Les points d'amélioration suivants sont les cas les plus fréquents. Le détail des points à revoir est peut-être précisé sur la page de discussion.
- Les titres sont pré-formatés par le logiciel. Ils ne sont ni en capitales, ni en gras.
- Le texte ne doit pas être écrit en capitales (les noms de famille non plus), ni en gras, ni en italique, ni en « petit »…
- Le gras n'est utilisé que pour surligner le titre de l'article dans l'introduction, une seule fois.
- L'italique est rarement utilisé : mots en langue étrangère, titres d'œuvres, noms de bateaux, etc.
- Les citations ne sont pas en italique mais en corps de texte normal. Elles sont entourées par des guillemets français : « et ».
- Les listes à puces sont à éviter, des paragraphes rédigés étant largement préférés. Les tableaux sont à réserver à la présentation de données structurées (résultats, etc.).
- Les appels de note de bas de page (petits chiffres en exposant, introduits par l'outil «  Source ») sont à placer entre la fin de phrase et le point final[comme ça].
- Les liens internes (vers d'autres articles de Wikipédia) sont à choisir avec parcimonie. Créez des liens vers des articles approfondissant le sujet. Les termes génériques sans rapport avec le sujet sont à éviter, ainsi que les répétitions de liens vers un même terme.
- Les liens externes sont à placer uniquement dans une section « Liens externes », à la fin de l'article. Ces liens sont à choisir avec parcimonie suivant les règles définies. Si un lien sert de source à l'article, son insertion dans le texte est à faire par les notes de bas de page.
- La présentation des références doit suivre les conventions bibliographiques. Il est recommandé d'utiliser les modèles {{Ouvrage}}, {{Chapitre}}, {{Article}}, {{Lien web}} et/ou {{Bibliographie}}. Le mode d'édition visuel peut mettre en forme automatiquement les références.
- Insérer une infobox (cadre d'informations à droite) n'est pas obligatoire pour parachever la mise en page.

Pour une aide détaillée, merci de consulter Aide:Wikification.
Si vous pensez que ces points ont été résolus, vous pouvez retirer ce bandeau et améliorer la mise en forme d'un autre article.
Park Hyun-min, né en 1986, est un auteur et illustrateur de livres jeunesse sud-coréen.

## Biographie
Son premier album, Tellement de neige (original : eomcheongnan nun), a obtenu la mention spéciale du Prix BolognaRagazzi dans la catégorie Opera Prima (Première œuvre) à la foire du livre de jeunesse de Bologne en 2021,. Cet album a également fait partie d’une sélection coréenne pour Silent Books 2023 de l’Union Internationale du livre de jeunesse (IBBY). 
Pour Un vol dans une ville (original : dosibihaeng), Park a été retenu pour l’« Illustrateur de l’année » à la foire du livre de jeunesse de Bologne en 2022 et cet album a été publié l’année suivante. 
Sorti en 2022, À la recherche de lumières (original : bicheul chajaseo) a été sélectionné comme l’un des candidats coréens pour la Biennale d'illustration de Bratislava 2023. La même année, Park a également été choisi comme finaliste du Concours Nami.
Sorti en 2022, Hé, les enfants, jouons ! (original : yaedeura nolja) a été retenu pour une exposition intitulée The BRAW Amazing Bookshelf à la foire du livre de jeunesse de Bologne 2023. Cette exposition consiste à présenter un classement des 100 meilleurs livres parmi tous les titres en compétition pour la foire de Bologne. Lors de l’édition 2023 de cet évènement, Park a également fait partie des 30 illustrateurs sélectionnés pour l’exposition intitulée Italian Excellence. Il a travaillé comme illustrateur en collaboration avec Benetton Kids.

## Prix et distinctions
- 2021 : Mention spéciale dans la catégorie Opera Prima du Prix BolognaRagazzi de la Foire du livre de jeunesse de Bologne, pour Tellement de neige (original : eomcheongnan nun)[1],[2]
- 2022 : Illustrateur gagnant pour l’exposition des illustrateurs à la foire du livre de jeunesse de Bologne, pour Un vol dans une ville (original : dosibihaeng)[4]
- 2023 : Sélectionné pour l’exposition intitulée The BRAW Amazing Bookshelf à la foire du livre de jeunesse de Bologne, pour Hé, les enfants, jouons ! (original : yaedeura nolja)[6]
- 2023 : Finaliste du Concours Nami, catégorie illustrateur, pour À la recherche de lumières (original : bicheul chajaseo)[5]

## Publications
- Tellement de neige (original : eomcheongnan nun), Dalgrimm (Corée du Sud), 2020,  (ISBN 9791197092398)
- So Much Snow, Sourcebooks (États-Unis), 2022,  (ISBN 9781728260044)
- Hé, les enfants, jouons ! (original : yaedeura nolja), Dalgrimm (Corée du Sud), 2021,  (ISBN 9791191592153)
- À la recherche de lumières (original : bicheul chajaseo), Dalgrimm (Corée du Sud), 2022,  (ISBN 9791191592214)
- Un vol dans une ville (original : dosibihaeng), Changbi (Corée du Sud), 2023,  (ISBN 9788936455989)